# Бугайчиха
Бугайчиха (Локня; укр. Бугайчиха) — правый приток реки Сула, протекающий по Роменскому району (Сумская область).

## География
Длина — 28 км. Площадь водосборного бассейна — 179 км². Русло реки в нижнем течении (село Зарудневка) находится на высоте 110,7 м над уровнем моря. Используется для рыбоводства и водоснабжения.
Река течёт с севера на юго-восток. Река берет начало восточнее села Лавирково (Прилукский район) на административной границе с Черниговской областью. Впадает в реку Сула южнее села Чеберяки (Роменский район).
Долина шириной до 2 км. Русло слаборазвитое, шириной до 5 м. Река в верхнем течении летом пересыхает. На реке есть несколько прудов. В верхнем течении реки пойма заболоченная с тростниковой и луговой растительностью.
Крупных притоков нет.

## Населённые пункты
Населённые пункты на реке от истока к устью: Локня, Хоминцы, Зарудневка (ликвидировано в 2007 году), Чеберяки.